# Ngalian (Wadaslintang)
Ngalian is een bestuurslaag in het regentschap Wonosobo van de provincie Midden-Java, Indonesië. Ngalian telt 5424 inwoners (volkstelling 2010).